# Історія однієї дівчинки (фільм, 1960)
«Історія однієї дівчинки» (рос. «Повесть об одной девушке») — грузинський радянський художній фільм-драма 1960 року режисера Михайла Чіаурелі.

## Актори
- Акакій Васадзе — Міха
- Веріко Анджапарідзе — Маріам
- Софіко Чіаурелі — Лалі
- Георгій Шенгелая — Гела
- Р. Паремузашвілі — Саната
- Василь Аксьонов — Кравцов
- Коте Даушвілі — Торніке
- Г. Якобашвілі — Ваїка
- Тіна Бурбуташвілі — Мати Ваїки
- Г. Мачаваріані — Резо
- Саломе Канчелі — Мінадора
- Таріель Сакварелідзе — Ілля
- Р. Барамідзе
- І. Бросевіч
- Микола Довженко
- Отар Іоселіані
- Резо Хобуа